# Owen e Mzee
Owen e Mzee são um hipopótamo e uma tartaruga-gigante-de-seychelles, respectivamente, que se tornaram objeto de atenção da mídia após formar um vínculo incomum de amizade. Eles moram em Haller Park, Bamburi, Quênia. 
Owen foi separado de seu rebanho quando jovem, após tsunami de dezembro de 2004 e foi levado ao centro de resgate de Haller Park. Não tendo outros hipopótamos com quem interagir, Owen imediatamente tentou se relacionar com Mzee (suaíli para "homem idoso"), cuja casca grande e abaulada se assemelhava a uma hipopótamo adulto. Mzee relutou em Owen no começo, mas começou a gostar dele e se acostumou a Owen perto dele.
Depois que foi determinado que Owen havia crescido demais para interagir com Mzee com segurança, um recinto separado foi construído para Owen e um novo hipopótamo (fêmea) chamado Cleo, com quem ele se ligou rapidamente. Com Owen agora com o dobro do tamanho de Mzee e a caminho de ser socializado com outros hipopótamos, os amigos famosos seguiram caminhos separados e Mzee voltou ao seu recinto regular.
O par foi apresentado em Owen e Mzee: A Verdadeira História de uma Amizade Notável, um livro de 2006 de Isabella e Craig Hatkoff, bem como na sequência de 2007 Owen e Mzee: A Linguagem da Amizade. Jeanette Winter também criou um livro ilustrado sobre Owen intitulado Mama: Uma História Real.